# Венг-им-Гезойзе
Венг-им-Гезойзе (нем. Weng im Gesäuse) — коммуна (нем. Gemeinde) в Австрии, в федеральной земле Штирия.
Входит в состав округа Лицен. Население составляет 632 человека (на 31 декабря 2005 года). Занимает площадь 75.63 км². Официальный код — 61250.

## Политическая ситуация
Бургомистр коммуны — Геральд Латтахер (АНП) по результатам выборов 2005 года.
Совет представителей коммуны (нем. Gemeinderat) состоит из 9 мест.
- АНП занимает 5 мест.
- СДПА занимает 4 места.